# Иванов, Дмитрий Алексеевич (партийный деятель)
Дми́трий Алексе́евич Ивано́в (3 сентября 1902, Мачкасы, Петровский уезд, Саратовская губерния, Российская империя — 11 сентября 1995, Йошкар-Ола, Марий Эл, Россия) — советский хозяйственный и партийный деятель. Первый секретарь Мари-Турекского (1938—1943) и Хлебниковского райкомов ВКП(б) Марийской АССР (1943—1951). Кавалер ордена Ленина (1946). Член ВКП(б) с 1929 года.

## Биография
Родился 3 сентября 1902 года в с. Мачкасы ныне Чамзинского района Мордовии в крестьянской семье. С юных лет работал батраком, рабочим на железной дороге.
В 1929 году вступил в ВКП(б). В 1930 году прибыл в Марийскую автономную область по партийному призыву как 25-тысячник: до 1934 года — председатель колхоза «Чирки» Пектубаевского района МАО. В 1936 году окончил Марийскую высшую коммунистическую сельскохозяйственную школу. С 1936 года — вновь на партийной работе: инструктор, 3-й и 2-й секретарь Оршанского райкома, в 1938—1943 годах — 1-й секретарь Мари-Турекского, в 1943—1951 годах — Хлебниковского райкомов ВКП(б) Марийской АССР. Под его руководством Хлебниковский район был одним из самых передовых в Марийской АССР.
С 1951 года — в Куженерском районе Марийской АССР: заместитель председателя райисполкома, с 1954 года — секретарь райкома КПСС, в 1955—1959 годах — председатель колхоза имени В. Ульянова.
В 1951—1955 годах избирался депутатом Верховного Совета Марийской АССР III созыва от Хлебниковского района республики.
Награждён орденами Ленина, «Знак Почёта», медалями, а также 4-мя почётными грамотами Президиума Верховного Совета Марийской АССР.
Ушёл из жизни 11 сентября 1995 года в Йошкар-Оле.

## Награды
- Орден Ленина (1946)[2][3]
- Орден «Знак Почёта» (1951)[2][3]
- Медаль «За доблестный труд. В ознаменование 100-летия со дня рождения Владимира Ильича Ленина»
- Почётная грамота Президиума Верховного Совета Марийской АССР (1943, 1945, 1946, 1956)[2][3]